# Shannon Johnson
Shannon Regina Johnson (Hartsville, Carolina del Sur, 18 de agosto de 1974) es una exjugadora de baloncesto estadounidense. Consiguió 2 medallas con  Estados Unidos en mundiales y Juegos Olímpicos. 